# Банк Эсхата
Банк Эсхата (тадж. Бонки Эсхата, полное наименование — Открытое акционерное общество «Банк Эсхата») — таджикский коммерческий банк, один из крупнейших коммерческих Банков Таджикистана, который входит в тройку лидеров в банковской сфере страны. Головной офис Банка Эсхата находится в Худжанде.

## История
ОАО «Банк Эсхата» — открытое акционерное общество, зарегистрированное в Республике Таджикистан. Банк был учреждён 16 ноября 1993 года как Коммерческий Банк «Эсхата», 28 мая 1999 года преобразован в Акционерный Коммерческий Банк «Эсхата», а 12 сентября 2002 года перерегистрирован как Открытое Акционерное Общество «Банк Эсхата».
История и лицензирование
Банк получил первую лицензию на банковскую деятельность от Национального банка Таджикистана 29 ноября 1994 года. В настоящее время действует на основании лицензии от 20 мая 2010 года. Название «Эсхата» связано с древним именем города Худжанда — Александрия Эсхата.
Акционеры
Основные акционеры — физические лица, резиденты Таджикистана, и Европейский банк реконструкции и развития (ЕБРР).
Деятельность
Банк создан в период перехода экономики Таджикистана к рыночным отношениям. Основное направление — поддержка малого и среднего бизнеса через кредитование. Сеть банка включает 21 филиал и 157 центров обслуживания на территории страны. Он предоставляет основные банковские услуги, соответствующие международной практике.
Оценка и партнёрства
Moody's Investors Service присвоило банку рейтинг B3 (прогноз «стабильный»), что отражает качество кредитного портфеля и финансовые показатели. Банк сотрудничает с международными организациями, включая ЕБРР, МФК, АБР и KfW.

## Руководство
- Председатель Наблюдательного совета — Райнер Мюллер- Ханке;
- Независимый член Наблюдательного совета — Амрина Марал;
- Независимый член Наблюдательного совета — Александр Филатов;
- Независимый член Наблюдательного совета/Представитель ЕБРР - Бахтиёр Эшонкулов;
- Независимый член Наблюдательного совета - Клаас Вернер Франц Джозеф;
- Независимый член Наблюдательного совета - Роберт Сассон;
- Независимый директор Наблюдательного совета - Габит Нуркенов
- Председатель Правления — Сайфидинов Акмал Толибджонович;
- Глава департамента корпоративного и малого бизнеса/Член Правления банка — Умаров Умарджон Саиджонович;
- Глава Департамента информационных технологий/Член Правления банка — Стеценко Андрей Викторович;
- Глава Департамента Банковских рисков/Член Правления банка — Комилов Махсудчон Хамидович;
- Глава департамента операционных расчетов/Член Правления банка - Раджабов Икромджон Усмонович